# Auzea apicata
Auzea apicata är en fjärilsart som beskrevs av Moore 1867. Auzea apicata ingår i släktet Auzea och familjen Uraniidae. Inga underarter finns listade i Catalogue of Life.